# Тайджи
Не путать с другим монгольским титулом — тайши.
Тайджи (монг. тайж?, ᠲᠠᠢᠢᠵᠢ
ᠲᠠᠢᠢᠽᠢ?; кит. 太子 taizi) — титул владетеля у некоторых монгольских народов — халха-монголов, бурят, калмыков, а также маньчжуров. Титул тайджи был, как правило, наследственным, но иногда и жалованным.
Первоначально титул «тайджи» носили сыновья великих ханов империи Юань, а наследник престола носил титул джинона и правил собственно Монголией, в то время как сам великий хан правил всей империей из Ханбалыка в Китае. После падения династии Юань, когда чингисиды вернулись в исконно монгольские степи и власть хана ослабла, все потомки Хубилая стали носить титул «тайджи». Те же потомки Хубилая, что имели территориальные владения, стали носить титул «хунтайджи», что возвышало их над остальными чингисидами. Вожди, не принадлежавшие к роду Борджигин, носили титул «тайши». Так, Исмэл, вождь племени Уйгуд и сановник при хане Мандугули, носил титул «тайши», а не «тайджи».
В период Цинской империи тайджи назывались нетитулованная знать, делившаеся на 4 ранга. Это были потомки Мандухая и Бату-Мункэ, а также потомки Хасара, Бельгутея, Тоорил-хана и ойратских нойонов, принявших подданство маньчжурского императора и поселившихся на западе Халхи в XVIII веке. В отличие от нижестоящих рангов, тайджи 1-го ранга могли порой назначаться владетелями хошуна как титулованные особы, носившие звание хана (4 хана в Халхе, а также 2 ойратских хана в Кобдоском округе), вана, бэйлэ, бэйсэ и гуна.
Крепостничество в подлинном смысле слова и в самой суровой форме было введено в монгольское общество цинскими властями. Тайджи 4-го ранга разрешалось содержать до четырёх семей в качестве крепостных, а те, что выше рангом могли иметь большее количество крепостных.
Нетитулованные тайджи также назывались «хохь тайджи», что подчеркивало их нетитулованность, а в изданиях социалистической эпохи «хохь тайджи» иногда интерпретировались как обедневшие тайджи. Обнищавшие тайджи часто присоединялись к общенародным волнениям. Так, во время народных выступлений под предводительством Аюши, власти писали в официальных переписках, что «необходимо уговорить и усмирить этих глупых бунтующих тайджи и аратов (простолюдинов)». 
Многие тайджи были репрессированы в годы Великих репрессий, а само сословие было упразднено.
В силу их многочисленности и частых браков сыновей и дочерей тайджи с простыми людьми, в частности со своими батраками и крепостными, почти каждая расширенная семья в Монголии может упомянуть хотя бы одного тайджи среди своих предков. Это послужило одной из причин того, что большинству граждан Монголии удалось получить фамилию Борджигин в 2000 году, когда использование фамилий было узаконено.